# Matts Arvidsson
Arvid Matts Olov Arvidsson, född den 24 februari 1938 i Vintrosa socken, Örebro län, är svensk orgelbyggare och hade sitt företag Arvidsson Orgel- & Cembalobyggare AB i Stallarholmen.

## Orglar
| År   | Ursprunglig kyrka | Stift      | Manualer | Pedal                           | Stämmor     | Bevarad orgel/fasad | Övrigt                                                                                     |
| ---- | ----------------- | ---------- | -------- | ------------------------------- | ----------- | ------------------- | ------------------------------------------------------------------------------------------ |
| 1976 | Vänga kyrka       | Skara      | 1        | Självständig                    | 12          | Ja/Ja               |                                                                                            |
| 1982 | Mariefreds kyrka  | Strängnäs  | 2        | Självständig                    | 21 (8+7+6)  | Ja/Ja               | Fasaden är från 1786 orgel byggd av Olof Schwan, Stockholm.                                |
| 1987 | Toresunds kyrka   | Strängnäs  | 1        | Bihängd (1 självständig stämma) | 9           | Ja/Ja               | Fasaden är ritad av Carl-Gustaf Lewenhaupt. och tempereringen är Werckmeister III.         |
| 1988 | Stjärnorps kyrka  | Linköpings | 1        | Självständig                    | 15          | Ja/Ja               |                                                                                            |
| 1990 | Herrberga kyrka   | Linköpings | 1        | Självständig                    | 11          | Ja/Ja               | Fasaden är från 1799 års orgeln av Pehr Schiörlin, Linköping och stora delar av pipverket. |
| 1991 | Taxinge kyrka     | Strängnäs  | 1        | Självständig                    | 10 (9+1)    | Ja/Ja               |                                                                                            |
| 1995 | Skara domkyrka    | Skara      | 2        | Självständig                    | 24 (11+8+5) | Ja/Ja               |                                                                                            |